# Hylaeus probligenatus
Hylaeus probligenatus är en biart som beskrevs av Houston 1981. Hylaeus probligenatus ingår i släktet citronbin, och familjen korttungebin. Inga underarter finns listade i Catalogue of Life.

## Bildgalleri

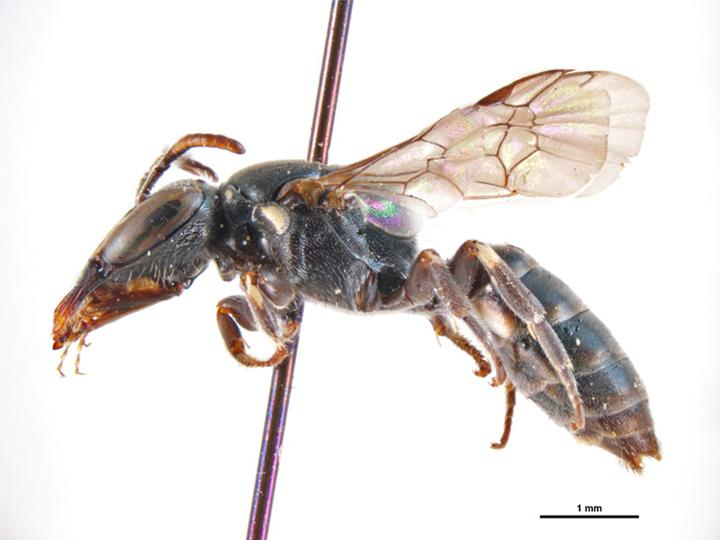